# Plzák lesní
Plzák lesní (Arion rufus) je druh suchozemského plže z čeledi plzákovití (Arionidae). Je to největší nahý plž v ČR. Dosahuje délky až 15 cm. Vyskytuje se na vlhkých místech.

## Vzhled
Dosahuje délky 12–15 cm (ve výjimečných případech až 20 cm) a šířky přibližně 2 cm. Bývá oranžové až hnědé barvy, vzácně i černý. Mladí jsou obvykle světle žlutí až světle oranžoví s tmavou hlavou. Tělo je pokryto velkými vráskami.

## Způsob života
Plzák lesní byl téměř úplně vytlačen z obdělávané půdy plzákem španělským a vyskytuje se dnes jen v lesích a na vlhkých loukách. Je to převážně noční, ve vlhkém počasí i denní tvor. Potrava se skládá převážně z čerstvých rostlin.

## Areál výskytu
Původní areál druhu byl omezen na střední a západní Evropu. Poté byl druh zavlečen do Severní Ameriky. V posledních desetiletích je druh v původním areálu vzácný.